# Campionato svedese di calcio
Il campionato svedese di calcio (Svensk fotbolls seriesystem) ha 2 serie principali: la prima divisione (Allsvenskan) e la seconda divisione (Superettan), entrambe professionistiche e gestite dalla Lega calcistica svedese.
La squadra più titolata è il Malmö FF con 24 titoli, seguita dall'IFK Göteborg che vanta 18 scudetti. Altre squadre importanti sono l'IFK Norrköping, il Djurgården e l'AIK.
A partire dal terzo campionato le squadre sono divise in gironi; dal sesto a scendere i campionati sono organizzati su base regionale.
Le stagioni durano solitamente da aprile a novembre, nel medesimo anno solare.

## Attuale sistema
| Livelli | Divisioni | Divisioni | Divisioni | Divisioni | Divisioni | Divisioni | Divisioni | Divisioni | Divisioni | Divisioni | Divisioni | Divisioni |
| ------- | --- | --- | --- | --- | --- | --- | --- | --- | --- | --- | --- | --- |
| 1 Pro   | Allsvenskan 16 club                                                                                           | Allsvenskan 16 club                                                                                           | Allsvenskan 16 club                                                                                           | Allsvenskan 16 club                                                                                           | Allsvenskan 16 club                                                                                           | Allsvenskan 16 club                                                                                           | Allsvenskan 16 club                                                                                           | Allsvenskan 16 club                                                                                           | Allsvenskan 16 club                                                                                           | Allsvenskan 16 club                                                                                           | Allsvenskan 16 club                                                                                           | Allsvenskan 16 club                                                                                           |
| 2 Pro   | Superettan 16 club                                                                                            | Superettan 16 club                                                                                            | Superettan 16 club                                                                                            | Superettan 16 club                                                                                            | Superettan 16 club                                                                                            | Superettan 16 club                                                                                            | Superettan 16 club                                                                                            | Superettan 16 club                                                                                            | Superettan 16 club                                                                                            | Superettan 16 club                                                                                            | Superettan 16 club                                                                                            | Superettan 16 club                                                                                            |
| 3       | Ettan Norra 14 club                                                                                           | Ettan Norra 14 club                                                                                           | Ettan Norra 14 club                                                                                           | Ettan Norra 14 club                                                                                           | Ettan Norra 14 club                                                                                           | Ettan Norra 14 club                                                                                           | Ettan Södra 14 club                                                                                           | Ettan Södra 14 club                                                                                           | Ettan Södra 14 club                                                                                           | Ettan Södra 14 club                                                                                           | Ettan Södra 14 club                                                                                           | Ettan Södra 14 club                                                                                           |
| 4       | Division 2 Norrland 12 club                                                                                   | Division 2 Norrland 12 club                                                                                   | Division 2 Norra Svealand 12 club                                                                             | Division 2 Norra Svealand 12 club                                                                             | Division 2 Östra Svealand 12 club                                                                             | Division 2 Östra Svealand 12 club                                                                             | Division 2 Mellersta Götaland 12 club                                                                         | Division 2 Mellersta Götaland 12 club                                                                         | Division 2 Västra Götaland 12 club                                                                            | Division 2 Västra Götaland 12 club                                                                            | Division 2 Södra Götaland 12 club                                                                             | Division 2 Södra Götaland 12 club                                                                             |
| 5       | Division 3 Norra Norrland 12 club                                                                             | Division 3 Mellersta Norrland 12 club                                                                         | Division 3 Södra Norrland 12 club                                                                             | Division 3 Norra Svealand 12 club                                                                             | Division 3 Östra Svealand 12 club                                                                             | Division 3 Västra Svealand 12 club                                                                            | Division 3 Nordöstra Götaland 12 club                                                                         | Division 3 Mellersta Götaland 12 club                                                                         | Division 3 Nordvästra Götaland 12 club                                                                        | Division 3 Sydvästra Götaland 12 club                                                                         | Division 3 Sydöstra Götaland 12 club                                                                          | Division 3 Södra Götaland 12 club                                                                             |
| 6–10    | Dalla Division 4 alla Division 8 le leghe sono amministrate dalla varie organizzazioni calcistiche regionali. | Dalla Division 4 alla Division 8 le leghe sono amministrate dalla varie organizzazioni calcistiche regionali. | Dalla Division 4 alla Division 8 le leghe sono amministrate dalla varie organizzazioni calcistiche regionali. | Dalla Division 4 alla Division 8 le leghe sono amministrate dalla varie organizzazioni calcistiche regionali. | Dalla Division 4 alla Division 8 le leghe sono amministrate dalla varie organizzazioni calcistiche regionali. | Dalla Division 4 alla Division 8 le leghe sono amministrate dalla varie organizzazioni calcistiche regionali. | Dalla Division 4 alla Division 8 le leghe sono amministrate dalla varie organizzazioni calcistiche regionali. | Dalla Division 4 alla Division 8 le leghe sono amministrate dalla varie organizzazioni calcistiche regionali. | Dalla Division 4 alla Division 8 le leghe sono amministrate dalla varie organizzazioni calcistiche regionali. | Dalla Division 4 alla Division 8 le leghe sono amministrate dalla varie organizzazioni calcistiche regionali. | Dalla Division 4 alla Division 8 le leghe sono amministrate dalla varie organizzazioni calcistiche regionali. | Dalla Division 4 alla Division 8 le leghe sono amministrate dalla varie organizzazioni calcistiche regionali. |